# Ugly Beauty
『Ugly Beauty』（アグリー・ビューティー）は、台湾の歌手蔡依林（ジョリン・ツァイ）の14枚目のオリジナルアルバムである。2018年12月26日に台湾ソニー・ミュージック・エンタテインメントより発売された。主な収録曲は「怪美的」、「脳公」、「玫瑰少年」、「甜秘密」、「如果我没有傷口」など。

## 収録曲
| #         | タイトル                          | 作詞                                        | 作曲                                                                                               | 編曲                                     | プロデュース                       | 時間  |
| --------- | --------------------------------- | ------------------------------------------- | -------------------------------------------------------------------------------------------------- | ---------------------------------------- | ---------------------------------- | ----- |
| 1.        | 「悪之必要」(Necessary Evil)      | リー ウエイジーン, レーザー・チャング       | レーザー・チャング, スター・チェン                                                                 | レーザー・チャング                       | レーザー・チャング                 | 3:48  |
| 2.        | 「玫瑰少年」(Womxnly)             | ジョリン・ツァイ, アシン, チェン イーゥルゥ | レーザー・チャング, ジョリン・ツァイ                                                               | レーザー・チャング                       | レーザー・チャング                 | 3:11  |
| 3.        | 「怪美的」(Ugly Beauty)           | ウー チーンフオン                           | リース・フレチャー, スタン・ダブ, リチャード・クレーカー, ジョリン・ツァイ, スター・チェン         | スター・チェン                           | スター・チェン, ジョリン・ツァイ   | 3:02  |
| 4.        | 「你也有今天」(Karma)             | ラン シヤオシエ                             | ジョリン・ツァイ, ヘーリー・ミシェル・アイトケン, ヨーハーン・イサック・グースターフソン           | スター・チェン, アー・ハウ               | スター・チェン                     | 3:06  |
| 5.        | 「紅衣女孩」(Lady in Red)         | マスユー・イェン                            | アレクス・ニー, ロータス・ワング, キャレン・リン, ジェフ・ボーバー                                 | スター・チェン, レーザー・チャング       | スター・チェン                     | 3:14  |
| 6.        | 「甜秘密」(Sweet Guilty Pleasure) | アーディーアー                              | ジョリン・ツァイ, オーロフ・リンドスコグ, ヘーリー・ミシェル・アイトケン, ヨーハーン・モーラエアズ | スター・チェン, モリソン・エメー         | スター・チェン                     | 3:27  |
| 7.        | 「愛的羅曼死」(Romance)           | ワイマン・ウォング                          | ビクター・ラウ                                                                                     | ハウ・チェン                             | ハウ・チェン                       | 4:41  |
| 8.        | 「如果我没有傷口」(Vulnerability) | リヤオ ティーンイー                         | シヤオユイ                                                                                         | ハウ・チェン, シヤオユイ, ドソン・チェン | ハウ・チェン                       | 5:01  |
| 9.        | 「脳公」(Hubby)                   | カラー・リー                                | リース・フレチャー, スタン・ダブ, リチャード・クレーカー, アレクス・サイペズ, ジョリン・ツァイ     | スター・チェン, アー・ハウ               | スター・チェン, Øzi                | 2:52  |
| 10.       | 「消極掰」(Life Sucks)            | トム・ワング                                | サム・フィシュマン, ジェーゼル・ロドリーゲズ, サムアル・ピータセン                                 | スター・チェン, アー・ハウ               | レーザー・チャング, スター・チェン | 3:02  |
| 11.       | 「你睡醒再看」(Shadow Self)       | ホワーン ズーユエン                         | ミッキー・リン, ジョリン・ツァイ, サム・ホー                                                       | ホワーン シャオヨーン                    | ハウ・チェン                       | 3:41  |
| 合計時間: | 合計時間:                         | 合計時間:                                   | 合計時間:                                                                                          | 合計時間:                                | 合計時間:                          | 39:05 |